# شهرستان گونگبوگیامدا
شهرستان گونگبوگیامدا (به لاتین: Gongbo'gyamda County) یک منطقهٔ مسکونی در چین است که در نینگچی واقع شده‌است.